# Earnán
Earnán est un prénom masculin irlandais pouvant désigner :

## Prénom
- Earnán de Blaghd (1889-1975), journaliste et homme politique irlandais
- Earnán Ó Maille (en) (1897-1957), officier irlandais de l'IRA